# Койн-Лонг, Тельма
Тельма Дороти Койн (в замужестве Лонг) (англ. Thelma Dorothy Coyne Long; р. 14 октября 1918, Сидней — 13 апреля 2015) — австралийская теннисистка-любительница и теннисный тренер.
- Двукратная победительница чемпионата Австралии в одиночном разряде
- 12-кратная победительница чемпионата Австралии в женском парном разряде
- 5-кратная победительница турниров Большого шлема в смешанном парном разряде
- Абсолютная чемпионка Австралии 1952 года, старейшая чемпионка Австралии в одиночном и женском парном разрядах, рекордсменка турнира по числу титулов в парном разряде
- Член Международного зала теннисной славы с 2013 года, член Зала теннисной славы Австралии с 2002 года.

## Биография
Тельма Дороти Койн родилась в Сиднее в 1918 году. Её теннисная карьера началась в середине 1930-х годов, и уже в 1935 году, в 16 лет, она стала полуфиналисткой чемпионата Австралии, где выступала с британкой Дороти Раунд. Со следующего года, когда партнёршей 17-летней Тельмы стала 19-летняя соотечественница Нэнси Уинн, в её парной карьере на чемпионате Австралии началась беспроигрышная серия, длившаяся пять лет и прерванная только Второй мировой войной. В этот период она также побывала в финале чемпионата Австралии в одиночном разряде, проиграв там Уинн, и в финале чемпионата США в смешанном парном разряде.
В январе 1941 года Тельма Койн вышла замуж за мельбурнца Мориса Ньютона Лонга и добавила его фамилию к своей, сохранив её даже после развода спустя несколько лет. В мае 1941 года Койн-Лонг поступила на работу водителем санитарного транспорта в мельбурнский пункт Международного Красного креста, а в феврале 1942 года мобилизовалась в женские части австралийской армии. К апрелю 1944 года она получила звание капитана и после войны была награждена двумя медалями.
Проиграв в 1946 году финал женских пар на возобновлённом чемпионате Австралии, Койн-Лонг и её партнёрша Уинн (также вышедшая замуж в 1941 году и выступавшая теперь под фамилией Уинн-Болтон) выиграли пять из следующих шести национальных чемпионатов. В первой половине 50-х годов Койн-Лонг добавила к десяти титулам в женском парном разряде на чемпионатах Австралии ещё два в одиночном и четыре в миксте (три из них с одним партнёром). В 1956 году она выиграла с Мэри Бевис-Хотон свой одиннадцатый титул чемпионки Австралии в женских парах, а на чемпионате Франции того же года с чилийцем Луисом Аялой одержала единственную победу в турнирах Большого шлема за пределами Австралии. Конец 50-х годов был ознаменован для неё ещё одной победой с Бевис-Хотон на чемпионате Австралии и двумя финалами европейских турниров Большого шлема (чемпионата Франции и Уимблдонского турнира) в женских парах с этой же партнёршей.
Хотя успехи Койн-Лонг за рубежом были ограничены тем фактом, что она редко выступала на крупных турнирах за пределами Австралии, на своём родном корте она установила целый ряд рекордов, не побитых по настоящее время. Она является самой возрастной теннисисткой, выигрывавшей чемпионат Австралии в женском одиночном разряде (в возрасте 35 лет и 8 месяцев в 1954 году) и в женском парном разряде (в возрасте 37 лет и 7 месяцев в 1956 году). Она удерживает рекорд по числу побед на чемпионате Австралии в парном разряде (как среди женщин, так и среди мужчин) с 12-ю титулами, а их пара с Уинн-Болтон с десятью победами является самой успешной в истории турнира. В 1952 году Койн-Лонг стала одной из немногих теннисисток, которые завоёвывали титул абсолютной чемпионки Австралии, победив во всех трёх разрядах за один год.
После окончания растянувшейся на 25 лет активной игровой карьеры в 1959 году Тельма Койн-Лонг стала тренером и много лет преподавала теннис молодым дарованиям в Новом Южном Уэльсе. В 2000 году она была награждена Австралийской спортивной медалью, а в 2002 году её имя было включено в списки Зала теннисной славы Австралии. В 2011 году она была также названа в числе кандидатов на включение в списки Международного зала теннисной славы, но с первого раза не сумела попасть в число лауреатов. В итоге она стала членом Международного зала теннисной славы в 2013 году, в возрасте 94 лет.

## Участие в турнирах Большого шлема за карьеру (32)

### Одиночный разряд (6)

#### Победы (2)
| Год  | Турнир                  | Покрытие | Соперница в финале | Счёт в финале |
| ---- | ----------------------- | -------- | ------------------ | ------------- |
| 1952 | Чемпионат Австралии     | Трава    | Хелен Ангвин       | 6-2, 6-3      |
| 1954 | Чемпионат Австралии (2) | Трава    | Дженни Стейли      | 6-3, 6-4      |

#### Поражения (4)
| Год  | Турнир                  | Покрытие | Соперница в финале | Счёт в финале |
| ---- | ----------------------- | -------- | ------------------ | ------------- |
| 1940 | Чемпионат Австралии     | Трава    | Нэнси Уинн         | 7-5, 4-6, 0-6 |
| 1952 | Чемпионат Австралии (2) | Трава    | Нэнси Уинн-Болтон  | 1-6, 5-7      |
| 1955 | Чемпионат Австралии (3) | Трава    | Берил Пенроуз      | 4-6, 3-6      |
| 1956 | Чемпионат Австралии (4) | Трава    | Мэри Картер        | 6-3, 2-6, 7-9 |

### Женский парный разряд (16)

#### Победы (12)
| Год  | Турнир                   | Покрытие | Партнёр           | Соперницы в финале                   | Счёт в финале |
| ---- | ------------------------ | -------- | ----------------- | ------------------------------------ | ------------- |
| 1936 | Чемпионат Австралии      | Трава    | Нэнси Уинн        | Мэй Блик Кэт Вудвард                 | 6-2, 6-4      |
| 1937 | Чемпионат Австралии (2)  | Трава    | Нэнси Уинн        | Нелл Холл-Хопман Эмили Худ-Уэстакотт | 6-2, 6-2      |
| 1938 | Чемпионат Австралии (3)  | Трава    | Нэнси Уинн        | Дороти Банди Дороти Уоркман          | 9-7, 6-4      |
| 1939 | Чемпионат Австралии (4)  | Трава    | Нэнси Уинн        | Мэй Хардкасл Эмили Худ-Уэстакотт     | 7-5, 6-4      |
| 1940 | Чемпионат Австралии (5)  | Трава    | Нэнси Уинн        | Мэй Хардкасл Нелл Холл-Хопман        | 7-5, 6-2      |
| 1947 | Чемпионат Австралии (6)  | Трава    | Нэнси Уинн-Болтон | Мэри Бевис Джойс Фитч                | 6-3, 6-3      |
| 1948 | Чемпионат Австралии (7)  | Трава    | Нэнси Уинн-Болтон | Мэри Бевис Пат Джонс                 | 6-3, 6-3      |
| 1949 | Чемпионат Австралии (8)  | Трава    | Нэнси Уинн-Болтон | Мэри Туми Дорис Харт                 | 6-0, 6-1      |
| 1951 | Чемпионат Австралии (9)  | Трава    | Нэнси Уинн-Болтон | Мэри Бевис-Хотон Джойс Фитч          | 6-2, 6-1      |
| 1952 | Чемпионат Австралии (10) | Трава    | Нэнси Уинн-Болтон | Эллисон Бейкер Мэри Бевис-Хотон      | 6-1, 6-1      |
| 1956 | Чемпионат Австралии (11) | Трава    | Мэри Бевис-Хотон  | Мэри Картер Берил Пенроуз            | 6-3, 5-7, 9-7 |
| 1958 | Чемпионат Австралии (12) | Трава    | Мэри Бевис-Хотон  | Лоррейн Кохлан Анджела Мортимер      | 7-5, 6-8, 6-2 |

#### Поражения (4)
| Год  | Турнир                  | Покрытие | Партнёр           | Соперницы в финале            | Счёт в финале |
| ---- | ----------------------- | -------- | ----------------- | ----------------------------- | ------------- |
| 1946 | Чемпионат Австралии     | Трава    | Нэнси Уинн-Болтон | Мэри Бевис Джойс Фитч         | 7-9, 4-6      |
| 1950 | Чемпионат Австралии (2) | Трава    | Нэнси Уинн-Болтон | Луиза Бро Дорис Харт          | 2-6, 6-3, 2-6 |
| 1957 | Уимблдонский турнир     | Трава    | Мэри Бевис-Хотон  | Алтея Гибсон Дарлин Хард      | 1-6, 2-6      |
| 1958 | Чемпионат Франции       | Грунт    | Мэри Бевис-Хотон  | Йола Рамирес Роса Мария Рейес | 4-6, 5-7      |

### Смешанный парный разряд (10)

#### Победы (5)
| Год  | Турнир                  | Покрытие | Партнёр           | Соперницы в финале         | Счёт в финале |
| ---- | ----------------------- | -------- | ----------------- | -------------------------- | ------------- |
| 1951 | Чемпионат Австралии     | Трава    | Джордж Уортингтон | Клэр Проктор Джек Мэй      | 6-4, 3-6, 6-2 |
| 1952 | Чемпионат Австралии (2) | Трава    | Джордж Уортингтон | Гвен Тил Том Уорхерст      | 9-7, 7-5      |
| 1954 | Чемпионат Австралии (3) | Трава    | Рекс Хартвиг      | Берил Пенроуз Джон Бромвич | 4-6, 6-1, 6-2 |
| 1955 | Чемпионат Австралии (4) | Трава    | Джордж Уортингтон | Дженни Стейли Лью Хоуд     | 6-2, 6-1      |
| 1956 | Чемпионат Франции       | Грунт    | Луис Айяла        | Дорис Харт Боб Хоу         | 4-6, 6-4, 6-1 |

#### Поражения (5)
| Год  | Турнир              | Покрытие | Партнёр      | Соперницы в финале           | Счёт в финале |
| ---- | ------------------- | -------- | ------------ | ---------------------------- | ------------- |
| 1938 | Чемпионат США       | Трава    | Джон Бромвич | Элис Марбл Дон Бадж          | 1-6, 2-6      |
| 1948 | Чемпионат Австралии | Трава    | Билл Сидуэлл | Нэнси Уинн-Болтон Колин Лонг | 5-7, 6-4, 6-8 |
| 1951 | Чемпионат Франции   | Грунт    | Мервин Роуз  | Дорис Харт Фрэнк Седжмен     | 5-7, 2-6      |
| 1952 | Уимблдонский турнир | Трава    | Энрике Мореа | Дорис Харт Фрэнк Седжмен     | 6-4, 3-6, 4-6 |
| 1952 | Чемпионат США (2)   | Трава    | Лью Хоуд     | Дорис Харт Фрэнк Седжмен     | 3-6, 5-7      |